# 二木立
二木 立（にき りゅう、1947年7月12日 - ）は、日本の医師・医療経済学者。前日本福祉大学学長、名誉教授。

## 略歴
1972年3月、東京医科歯科大学医学部卒業、同年4月、代々木病院に就職。1974年、国内留学で1年間、東京大学病院リハビリテーション部で学ぶ。1983年、医学博士（東京大学）。1975年〜1985年まで、東京・代々木病院リハビリテーション科に勤める。1985年、日本福祉大学教授。1992年 アメリカUCLA（カリフォルニア大学ロサンゼルス校）公衆衛生大学院に留学。1999年、日本福祉大学大学院社会福祉学研究科科長、2003年、日本福祉大学社会福祉学部長、2005年、日本福祉大学大学院委員長、2009年、日本福祉大学副学長・常任理事、2013年、日本福祉大学学長。2017年3月31日、同大学学長を任期満了で退任。

## 業績
- 1978年『日本医療の経済学』/川上武,二木立編著--大月書店
- 1980年『世界のリハビリテーション : リハビリテーションと障害者福祉の国際比較』 / 二木立, 上田敏著. -- 医歯薬出版
- 1985年『医療経済学――臨床医の視角から』医学書院
- 1987年『脳卒中の早期リハビリテーション : これからの考え方と進め方』 / 二木立,上田敏著. -- 医学書院
- 1988年『リハビリテーション医療の社会経済学』勁草書房
- 1990年『保健医療の経済学』 / V.R.フュックス著,江見康一,二木立,田中滋訳.--勁草書房
- 1990年『90年代の医療――「医療冬の時代」論を越えて』勁草書房
- 1990年『現代日本医療の実証分析――続・医療経済学』医学書院
- 1991年『複眼でみる90年代の医療』勁草書房
- 1992年『脳卒中の早期リハビリテーション』 / 二木立,上田敏著. -- 第2版. -- 医学書院
- 1992年『90年代の医療と診療報酬』勁草書房
- 1994年『「世界一」の医療費抑制政策を見直す時期』勁草書房
- 1995年『保健医療政策の将来』 / V.R.フュックス著 ; 江見康一, 二木立, 権丈善一訳. -- 勁草書房, . -- (勁草-医療・福祉シリーズ ; 64)
- 1996年『公的介護保険に異議あり : もう一つの提案』 / 里見賢治, 二木立, 伊東敬文著-- ミネルヴァ書房
- 1997年『公的介護保険に異議あり : もう一つの提案』 / 里見賢治, 二木立, 伊東敬文著-- 増補版. -- ミネルヴァ書房
- 1998年『保健・医療・福祉複合体――全国調査と将来予測』医学書院
- 2000年『介護保険と医療保険改革』勁草書房
- 2001年『21世紀初頭の医療と介護――幻想の「抜本改革」を超えて』勁草書房
- 2004年『医療改革と病院――幻想の「抜本改革」から着実な部分改革へ』勁草書房
- 2006年『保健・医療提供制度』 / 田中滋, 二木立編著. -- 勁草書房, . -- (講座医療経済・政策学 ; 第3巻)
- 2006年『医療経済・政策学の視点と研究方法』勁草書房
- 2007年『介護保険制度の総合的研究』勁草書房
- 2007年『医療制度改革の国際比較』 / 田中滋, 二木立編著. -- 勁草書房, . -- (講座医療経済・政策学 ; 第6巻)
- 2007年『医療改革――危機から希望へ』勁草書房
- 2009年『医療改革と財源選択』勁草書房
- 2011年『民主党政権の医療政策』勁草書房
- 2012年『TPPと医療の産業化』勁草書房
- 2013年『福祉教育はいかにあるべきか――ゼミの方法と論文指導』勁草書房
- 2014年『安倍政権の医療・社会保障改革』勁草書房
- 2015年『地域包括ケアと地域医療連携』勁草書房
- 2017年『地域包括ケアと福祉改革』勁草書房
- 2020年『2020年代初頭の医療・社会保障: コロナ禍・全世代型社会保障・高額新薬』勁草書房
- 2022年『病院の将来とかかりつけ医機能』勁草書房